# Homomallium mexicanum
Homomallium mexicanum är en bladmossart som beskrevs av Jules Cardot 1910. Homomallium mexicanum ingår i släktet Homomallium och familjen Hypnaceae. Inga underarter finns listade i Catalogue of Life.